# Tongliao
Tongliao is een stadsprefectuur in het zuidoosten van de autonome regio Binnen-Mongolië, Volksrepubliek China. Het bestuurlijk centrum bevindt zich in Horqin district. Het Mongools dat hier wordt gesproken behoort tot het Khorchin dialect.

## Demografie
Hier volgt een lijst uit het jaar 2000 met de etnische samenstelling van deze stadsprefectuur.
| Nationaliteit | Aantal    | Percentage |
| ------------- | --------- | ---------- |
| Han-Chinezen  | 1.548.721 | 51,14%     |
| Mongolen      | 1.373.470 | 45,35%     |
| Mantsjoes     | 88.654    | 2,93%      |
| Hui           | 12.447    | 0,41%      |
| Koreanen      | 2.709     | 0,09%      |
| Xibe          | 781       | 0,03%      |
| Daur          | 492       | 0,02%      |
| Overige       | 1.145     | 0,03%      |